# Есей
Есѐй (на руски: Ессей) е голямо сладководно езеро в Азиатската част на Русия, разположено в североизточната част на Евенкски район на Красноярски край.
С площ от 238 km2 е 10-о по големина езеро в Красноярски край и 52-ро също по площ в Русия.
Езерото Есей е разположено в западната част на междупланинска котловина, намираща се в северната част на Средносибирското плато, на територията на Евенкски автономен окръг на Красноярски край, на 266 m н.в. То е леко издължено от север на юг, като северната му част е малко по-широка от южната. По крайбрежието му има няколко малки залива, а бреговете му са покрити с тундрова и лесотундрова растителност. Площта на водното огледало е 238 km2, обемът 0,9 km3, дължина от север на юг 23 km, ширина до 19 km и дълбочина до 6 m.
Водосборният басейн на езерото Есей е малък 1544 km2. Основно се подхранва от пет малки реки (Буордах, Сордонгнох, Сигмоян и др.) и бесчислено количество ручеи.
От крайния му южен ъгъл изтича река Сикей Сеен (Сикасян, Есей Сеен), ляв приток на река Котуй, дясна съставяща на река Хатанга, вливаща се в море Лаптеви.
Подхранването на езерото е снежно-дъждовно. Годишната амплитуда на нивото на водата е малка, като се повишава в края на пролетта и началото на лятото за сметка на топенето на снеговете. В края на септември или началото на октомври езерото Есей изцяло замръзва и ледената покривка се задържа до края на юни.
Богато на риба. На западния му бряг е разположено малкото село Есей. В района на езерото се развъждат диви северни елени.
За първи път езерото Есей се появява на издадената карта от Руската Академия на науките през 1745 г. под името „Езел“. По-късно в различни литературни източници и карти се видоизменя от „Евсеевско“ до „Жесей“. За първи път на езерото са извършени научни физикогеографски изследвания от руския геолог и географ Инокентий Толмачов през 1905 г., а топографът на експедицията Михаил Яковлевич Кожевников му извършва първото точно топографско картиране.